# Жечице (Люблинское воеводство)
Жечице (пол. Rzeczyce) — деревня в Билгорайском повете Люблинского воеводства Польши. Входит в состав гмины Фрамполь. По данным переписи 2011 года, в деревне проживало 307 человек.

## География
Деревня расположена на юго-востоке Польши, на границе Билгорайской равнины (часть Сандомирской низменности) и Расточья, на расстоянии приблизительно 13 километров к северу от города Билгорай, административного центра повета. Абсолютная высота — 241 метр над уровнем моря. К северу от населённого пункта проходит национальная автодорога 74, к западу — региональная автодорога 835.

## История
Деревня была основана около 1575 года Адамом Горайским.
В период с 1975 по 1998 годы деревня входила в состав Замойского воеводства.

## Население
Демографическая структура по состоянию на 31 марта 2011 года:
|         | Всего | До трудоспособного возраста | Трудоспособного возраста | Старше трудоспособного возраста |
| ------- | ----- | --------------------------- | ------------------------ | ------------------------------- |
| Мужчины | 160   | 26                          | 113                      | 21                              |
| Женщины | 147   | 25                          | 70                       | 52                              |
| Всего   | 307   | 51                          | 183                      | 73                              |